# Green Blood
Green Blood (GREEN BLOOD -グリーン・ブラッド-?, Gurīn Buraddo) è un manga seinen scritto e disegnato da Masasumi Kakizaki e pubblicato sulla rivista Young Magazine tra giugno 2011 e maggio 2013. Ambientato nei Five Points di Manhattan e con uno sfondo a tema western, narra del rapporto tra Brad Burns e suo fratello Luke Burns, i quali gireranno l'America alla ricerca del padre Edward King.

## Trama
Nel 1865, nel quartiere di Five Points a Manhattan, la criminalità regna imperterrita con numerose gang che si spartiscono il territorio. Luke Burns è un giovane ragazzo che vive col fratello Brad in quella zona e deve vivere ogni giorno a contatto con i numerosi criminali ma nonostante ciò tenterà di condurre una vita onesta. Brad invece è un fannullone che perde le giornate a dormire ma, all'oscuro di tutti, è in realtà uno dei più temuti sicari della zona e conosciuto come Dio della morte facente parte della gang dei Grave Diggers.

## Personaggi
- Brad Burns (ブラッド・バーンズ?, Buraddo Bānzu): soprannominato Dio della morte a causa delle sue capacità da killer, è il fratello maggiore di Luke e membro della banda Grave Diggers. Tiene all'oscuro il fratello della sua vita da sicario e della sua ricerca del padre, Edward King, che vuole uccidere per aver abbandonato i figli piccoli e la madre morente. Indossa sempre un cappello ed uno spolverino, con una pistola dotata di una lama posta alla fine della canna.
- Luke Burns (ルーク・バーンズ?, Rūku Bānzu): è un giovane ragazzo che lavora come scaricatore di porto per guadagnare il minimo necessario al mantenimento suo e del fratello. È onesto ed odia le ingiustizie e prova un grande affetto per il fratello maggiore, a cui non smetterà di voler bene anche dopo aver scoperto il suo segreto.
- Edward King (エドワード・キング?, Edowādo Kingu): è il capo banda dei Crimson, una tra le gang più ricercate d'America, ed è il padre dei due fratelli Burns. È stato un membro dei Grave Diggers e non si fa scrupoli nel tentare di uccidere entrambi i figli.

## Creazione e sviluppo
Ispirato da numerosi film western, tra cui quelli di Sergio Leone e Django di Sergio Corbucci, Kakizaki inizia a sviluppare una storia ispirata a questi film che l'autore ha visto fin da piccolo. Ambientò così la storia nel quartiere di Five Points, a New York, con uno sfondo western. Inizialmente pensato come un road movie dove due fratelli avrebbero dovuto viaggiare per tutta l'America, l'autore ha deciso di includere successivamente anche la figura del padre ed il legame che unisce il padre ai figli. Prima di creare la serie inoltre Kakizaki ha visitato New York e si è ispirato a tutte le foto di quei luoghi del diciannovesimo secolo. Grande cura è stata anche posta nella definizione delle varie armi da fuoco rappresentate nel manga, su cui Kakizaki ha ammesso di aver studiato a lungo.

## Pubblicazione
La serie è stata pubblicata tra giugno 2011 e maggio 2013 sulla rivista Young Magazine di Kōdansha mentre i cinque volumi che raccolgono i 49 capitoli sono stati pubblicati tra il ed il 5 luglio 2013. Il primo volume ha venduto 50 000 copie nel solo Giappone.
In Italia il manga è edito da Planet Manga a partire dal 19 ottobre 2013 fino al 28 febbraio 2014 con cadenza mensile ed in due edizioni: la prima senza sovraccoperta e con pagine interamente in bianco e nero; la seconda, denominata "Deluxe", con sovraccoperta e pagine originali a colori.

### Volumi
| Nº | Data di prima pubblicazione | Data di prima pubblicazione | Data di prima pubblicazione |
| Nº | Giapponese                  | Giapponese                  | Italiano                    |
| -- | --------------------------- | --------------------------- | --------------------------- |
| 1  | 4 novembre 2011             | ISBN 978-4-06-382103-1      | 19 ottobre 2013             |
| 2  | 6 febbraio 2012             | ISBN 978-4-06-382137-6      | 30 novembre 2013            |
| 3  | 6 giugno 2012               | ISBN 978-4-06-382185-7      | 21 dicembre 2013            |
| 4  | 4 gennaio 2013              | ISBN 978-4-06-382250-2      | 31 gennaio 2014             |
| 5  | 5 luglio 2013               | ISBN 978-4-06-382321-9      | 28 febbraio 2014            |